# Domokos
Domokos (en griego: Δομοκός) es un municipio de Grecia en la periferia de Grecia Central, en la unidad periférica de Ftiótide. En el censo de 2001 su población era de 13.199 habitantes.
A raíz de la reforma administrativa del Plan Calícrates en vigor desde enero de 2011, se incorporaron municipios a Domokos, y su superficie aumentó a 708 km² y la población de 5692 a 13199. La ciudad de Domokos es la sede del municipio de Domokos.
Está construida en la ladera de una colina desde la que se divisa la llanura de Tesalia, y dista 36 km de Lamía. 

## Historia
El territorio de Domokos se convirtió en parte de Grecia en 1881, cuando el imperio otomano cedió Tesalia y unas pocas regiones adyacentes a Grecia. Hasta 1899 formó parte de la prefectura de Larisa.
En 1897 tuvo lugar la batalla de Domokos, en el marco de la guerra greco-turca, en la que unos 2000 voluntarios italianos a las órdenes de Ricciotti Garibaldi, hijo de Giuseppe Garibaldi, ayudaron a los griegos. Entre ellos había también uno de los miembros del Parlamento italiano, Antonio Fratti, que murió luchando. El ejército turco derrotó al ejército griego.